# Bastianelli PRB 1
Il PRB 1, realizzato in Italia nel 1920, è stato uno dei primi grandi idrovolanti della storia dell'aeronautica.
L'aeromobile venne costruito nello stabilimento Bastianelli di Monterotondo (Roma), diretto in quegli anni dall'ing. Carlo Marchiori. Durante la prima guerra mondiale lo stabilimento aveva costruito i bombardieri C3 per la Caproni.
Al termine del conflitto si decise di riconvertire la produzione da aerei militari in aerei civili e Marchiori ebbe l'intuizione, molto in anticipo negli anni, di realizzare un grande idrovolante per il trasporto di persone, in vista del collegamento con le terre d'Africa ed eventualmente la traversata dell'Oceano Atlantico. Ricordiamo che Lindbergh attraversò l'oceano circa sette anni più tardi: alla luce del progetto del PRB 1 era stato fatto svolgere subito dopo il primo conflitto mondiale, degli studi sulle soluzioni tecniche più adatte per le traversate oceaniche.
Tali relazioni furono alla base del progetto del PRB 1.
Il PRB 1 era un idrovolante biplano, impennaggi biplani anch'essi, quadrimotore, e prendeva il nome dalle iniziali di Pegna (famoso progettista di idrovolanti anche per la Piaggio), Rossi e Bastianelli: il primo era il progettista, il secondo il collaudatore ed il terzo il proprietario dell'Azienda costruttrice.
Di tale velivolo sembra persa la memoria: una rara citazione si trova (e la cosa non sorprende, visto che il generale Mitchell, fondatore dell'US Air Force, dimostrò molto interesse per l'aereo, visitò ripetutamente lo stabilimento ed assistette alle prove dell'aereo) in un sito statunitense.
Questo idrovolante fu realizzato a Monterotondo e poi assemblato e collaudato con successo ad Ostia. Numerosi voli di prova vennero effettuati con successo anche ad Anzio e sul lago di Bracciano.
Numerose altre delegazioni straniere (Francese, Belga, etc.) visitarono e provarono l'aereo, ma non seguirono ordini, neanche dalla Regia Aeronautica e lo stabilimento nel 1923 fallì.
Il PRB aveva un'apertura alare di 30 metri, un perso a vuoto di 7 000 kg ed era spinto da 4 motori Fiat A.12 bis 6 cilindri in linea raffreddato ad acqua capaci di 300 CV (221 kW) ciascuno.